# Euploea parca
Euploea parca är en fjärilsart som beskrevs av Hans Fruhstorfer 1910. Euploea parca ingår i släktet Euploea och familjen praktfjärilar. Inga underarter finns listade i Catalogue of Life.